# Liga de invierno de béisbol
La liga de invierno de béisbol (en inglés: Winter League) es aquella liga de béisbol que se disputa alrededor del mundo durante la inactividad de las Grandes Ligas de Béisbol de los Estados Unidos.

## Contexto
Anualmente, el nivel más alto de competencia de béisbol profesional, la Major League Baseball (MLB), comienza con los entrenamientos de primavera (Spring Trainning) y continúa hasta la finalización de la Serie Mundial en el otoño. La liga de béisbol de invierno se lleva a cabo en los meses transcurridos entre la finalización de la Serie Mundial y el inicio del entrenamiento de primavera de la próxima temporada. Como esto abarca el invierno en el hemisferio norte, las ligas de béisbol de invierno están ubicadas en áreas de clima cálido como América Central y el Caribe o, con menos frecuencia, en el hemisferio sur, como en Australia, donde celebran su propia liga de invierno entre abril y septiembre.
El béisbol de invierno brinda una oportunidad para que los prospectos desarrollen sus habilidades o demuestren sus capacidades, o para que los jugadores establecidos refinen sus habilidades o se mantengan en forma. Muchos jugadores notables de las Grandes Ligas han jugado béisbol en la liga de invierno; por ejemplo, durante la temporada de invierno de 1954-55, los jardines de los Cangrejeros de Santurce en Puerto Rico contaron con Willie Mays y Roberto Clemente.

## Ligas
Las ligas de béisbol profesionales notables que operan como ligas de invierno incluyen:
- Asia Winter Baseball League, en la República de China.
- Australian Baseball League (ABL), en Australia.
- California Winter League, formada en 2010 en el estado de California, Estados Unidos —que no debe confundirse con una liga desaparecida del mismo nombre—.
- Liga Profesional de Béisbol Colombiano (LPB), en Colombia.
- Liga Élite del Béisbol Cubano, formada en 2022 en Cuba.
- Liga de Béisbol Profesional de la República Dominicana (LIDOM).
- Liga de Béisbol Profesional Roberto Clemente (LBPRC), en Puerto Rico.
- Liga Mexicana del Pacífico (LMP), en México.
- Liga de Béisbol Profesional Nacional (LBPN), en Nicaragua.
- Liga Profesional de Béisbol de Panamá (LPBP), comúnmente conocida como Probeis.
- Liga Venezolana de Béisbol Profesional (LVBP), en Venezuela.

Los campeones de ligas con sede en el Caribe y sus alrededores se reúnen anualmente en la Serie del Caribe, normalmente disputada en febrero.

### Antiguas
- Serie Nacional Cubana (Serie Nacional de Béisbol, SNB), restringida a jugadores que residen en Cuba; operó como liga de invierno antes de 2022, cuando cambió a un horario de verano